# Juliusz Frommel
Juliusz Frommel (Fromel) (ur. w 1842 w Augsburgu – zm. ?) – agronom i ekonomista, wieloletni dyrektor Akademii Rolniczej w Dublanach
Studiował w akademii rolniczej w Hohenheim a następnie ukończył ekonomię na uniwersytecie w Tybindze. Od 1864 roku mieszkał i pracował jako administrator dóbr w Galicji, zyskując sobie opinię znakomitego praktyka. W prowadzonych przez niego majątkach wykształcił 140 młodych ziemian w zakresie rolnictwa i gospodarowania dobrami ziemskimi. Od 1894 do 1906 był dyrektorem wyższej szkoły rolniczej w Dublanach. W okresie jego dyrekcji szkoła uzyskała status Akademii Rolniczej (1901), podwoiła się także liczba studiujących. Według źródeł amerykańskich w 1906 roku na Akademii pracowało 27 profesorów wykładających: rolnictwo, meteorologię, fizykę i chemię zaś studiowało w niej 82 studentów. Biblioteka szkoły liczyła 6850 woluminów. Jak pisały "Nowości Ilustrowane" Dyrektor Frommel cieszył się zawsze ogromną sympatyą wśród młodzieży i szacunkiem u kolegów, wielkiem zaś zaufaniem u władz przełożonych. Jego następcą został Józef Mikułowski-Pomorski.
Członek i działacz Galicyjskiego Towarzystwa Gospodarskiego, członek przemysko-mościcko-jaworowskiego oddziału (1870-1874) i jarosławskiego (1876-1908). Członek Komitetu GTG (16 czerwca 1895 – 30 czerwca 1908). Znany powszechnie jako doskonały fachowiec często reprezentował galicyjski Wydział Krajowy wobec rządu w Wiedniu. Był także członkiem państwowej komisji egzaminacyjnej dla nauczycieli szkół rolniczych (1904-1908).
Napisał m.in. O krzyżowaniu krów rasy krajowej z buhajami pół krwi shorthorn, Kraków 1871